# روند عشق
روند عشق (به انگلیسی: The Progress of Love) که در فارسی تحت عنوان رگه‌های عجیب و غریب (به انگلیسی: Queer Streak) منتشر شده، یک مجموعه داستان کوتاه از آلیس مونرو است که انتشارات داگلاس گیبسون آن را در سال ۱۹۸۶ منتشر کرد. این مجموعه داستان را نیایش عبدالکریمی در سال ۱۳۹۵ به فارسی ترجمه کرد و از سوی انتشارات نقد فرهنگ انتشار یافت.